# Смолянские говоры
Смо́лянские го́воры (также смолянский диалект, среднеродопские говоры, центральные родопские говоры, ахечелебийские говоры; болг. смолянски говор, среднородопски говор, средно-родопски говор, централен говор, ахъчелебийски говор) — говоры восточноболгарской диалектной группы, распространённые в южной части болгарского диалектного ареала на территории Центральных Родоп. Согласно классификации, опубликованной в издании «Болгарская диалектология» (под редакцией С. Стойкова), смолянские говоры относятся к группе родопских говоров, которые в свою очередь входят в более крупную группу рупских говоров.
По географическому размещению в центральной части Родоп смолянские говоры также нередко называют среднеродопскими или центральными родопскими, по старому названию центральнородопской области — Ахечелеби — смолянские говоры также иногда называют ахечелебийскими.
Среди родопских говоров смолянские говоры являются наиболее распространёнными по числу говорящих. Среди близких к смолянским выделяются широколыкские, хвойнинские, чепинские, павликианские и златоградские говоры.

## Область распространения
Смолянские говоры распространены в горных районах Южной Болгарии на территории Центральных Родоп, относящихся по современному административному делению Болгарии преимущественно к Смолянской области — к её центральным, южным и западным частям (города Смолян, Рудозем, Девин, Мадан и их окрестности).
К северу от области распространения смолянских говоров размещён ареал хвойнинских говоров (в основном на территориях северной части Смолянской области и южной части Пловдивской области), к северо-востоку и востоку размещены ареал хасковских говоров фракийской группы и область на средней Арде с турецкоязычным населением. С юго-востока ареал смолянских говоров граничит с ареалом златоградских говоров (Златоград, Старцево, Неделино и окрестности). С юга к смолянскому ареалу примыкает греческая область Восточная Македония и Фракия, с юго-запада — ареал гоцеделчевских (неврокопских) говоров (окрестности города Гоце-Делчев) и с юго-запада — ареал разложских говоров (на территории исторической области Разлог).
В области распространения смолянских говоров расположен островной ареал широколыкских говоров (сёла Широкая Лыка, Вырбово и Стойките на западе Смолянской области).
Ранее ареал смолянских говоров пересекал современную границу с Грецией и продолжался на территории современной греческой области Восточная Македония и Фракия. В настоящее время после нескольких волн миграции в XX веке болгарские говоры в Греции сохраняются только в некоторых сёлах помаков в номе Ксанти. Данные говоры находятся под сильным влиянием греческого и турецкого языков.

## Особенности говоров
Языковой комплекс смолянских говоров включает в свой состав диалектные черты, характерные для всего восточноболгарского диалектного ареала, для рупского ареала и для родопского ареала (в частности, характерное для всех родопских говоров, произношение на месте староболгарской ѣ звука [ê]: бềл — бềли, млềку — млềчен). Помимо этого для смолянских говоров свойственен ряд местных фонетических, морфологических и лексических диалектных черт.

### Фонетика
- одна из основных фонетических черт смолянских говоров — развитие на месте староболгарских редуцированных ъ и ь, а также на месте староболгарских носовых ѫ и ѧ в ударной позиции гласного [ô] (широкого о). В безударной позиции при этом на месте этих же гласных отмечается произношение звука [а]. Перед ô, появившейся на месте ѧ и ь, согласный смягчается: мôш (мъж), рồкạ—рạкồса, зôп—зạбồс; дồш (дъжд), дồскạ, зồлвạ, кồрс (кръст), вồл’к, бồл’х’и; м’ồсọ (месо), р’ồт (ред), з’ồт (зет), кл’ồтвạ, гл’ồдат, ж’ồнат; л’ôсну, т’ồвнạ;
- наличие на месте староболгарской гласной ѣ гласного [ê];

### Морфология и синтаксис
- наличие тройственной формы постпозитивного определённого артикля:
  - общая форма (-ôт, -та, -то, -тê): мạжồт (мъжът), женàтạ, дềтетọ, жèнитê;
  - для близких объектов (-ôс, -са, -со, -сê): мạжồс (този мъж), жẹнàсạ, дềтесо, жèнисệ;
  - для удалённых объектов (-ôн, -на, -но, -нê): мạжồн (онзи мъж), жẹнàнạ, дềтẹнọ, жèнинê;

### Лексика
Среди особых смолянских слов отмечаются такие, как: галенѝк (любовник), галенѝца (любовница), работа̀р’ (ратай, наемен работник), штѐне (литер. малко куче «маленькая собака»), хлêф (обор), кỳзн’а (ковачница), по̀дзима (литер. есен «осень»), по̀водйе (наводнение), жѝтка (рядка), хỳг’е (повече) и другие слова. Нередко в смолянских говорах встречаются заимствования из греческого языка: о̀мес (лице), про̀гима (закуска), апра̀ци (сарми), ла̀ха се (случи се), ка̀матан (красив), то̀ра (довечера) и другие слова. Имеются также турецкие заимствования, прежде всего в говорах помаков.

### Особенности говоров помаков
В области распространения смолянских, как и других родопских, говоров отмечаются некоторые диалектные различия, обусловленные конфессиональной принадлежностью говорящих. Такие различия возникли вследствие относительно обособленного развития говоров болгар-христиан и исламизированных болгар (помаков).